# Jordana Brewster

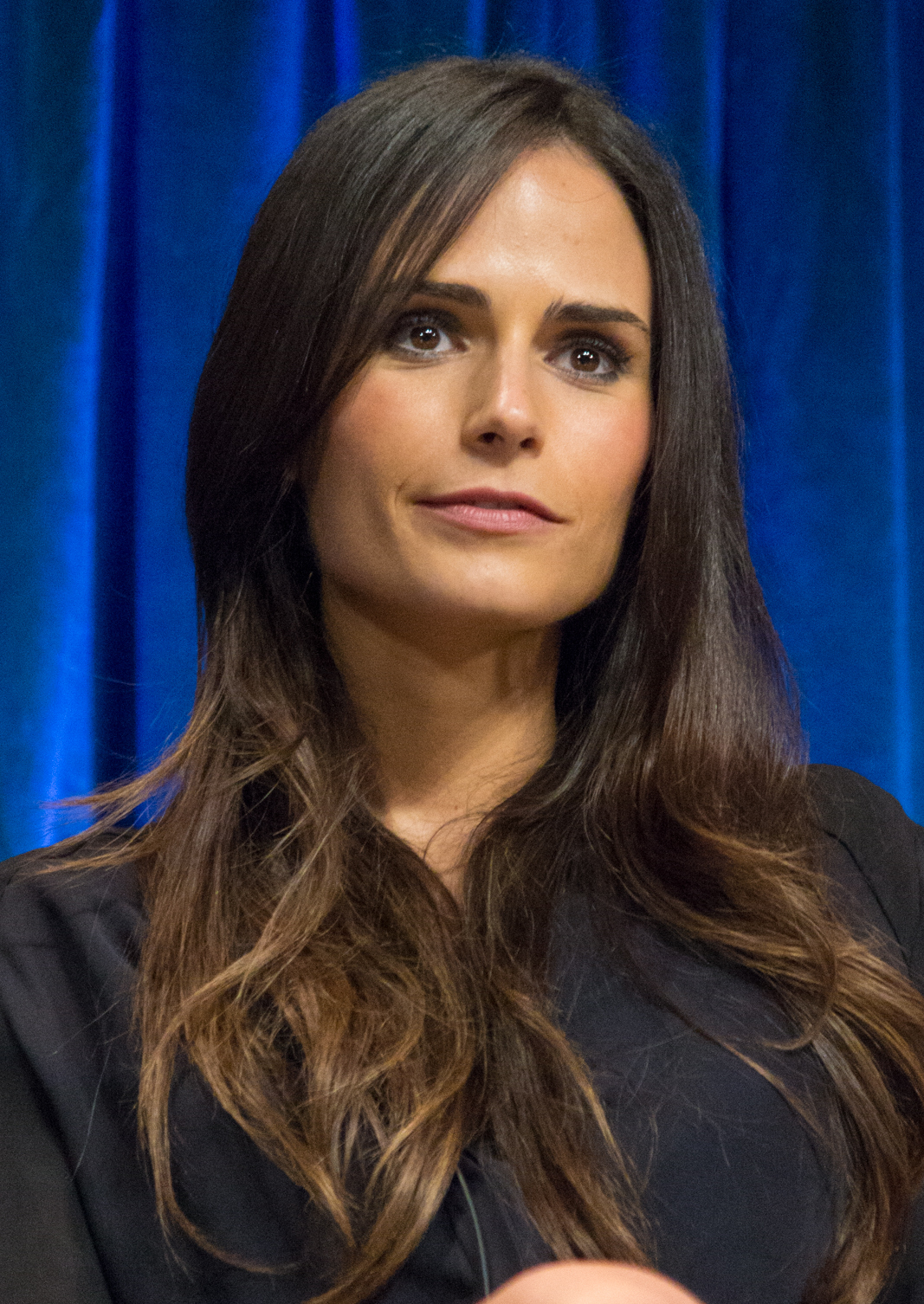
Jordana Brewster na PaleyFest 2013

Jordana Brewster (ur. 26 kwietnia 1980 w Panamie) – amerykańska aktorka pochodzenia brazylijsko-panamskiego. Wystąpiła m.in. w Teksańskiej masakrze piłą mechaniczną: Początek, Szybkich i wściekłych, dreszczowcu Roberta Rodrigueza Oni oraz serialu The '60s.

## Dzieciństwo
Jest córką Maria João (z domu Leal de Sousa) i Aldena Brewstera, amerykańskiego bankiera inwestycyjnego. Jej dziadek ze strony ojca, Kingman Brewster junior był pedagogiem, dyplomatą i dyrektorem Uniwersytetu Yale (w New Haven). Gdy miała dwa miesiące, jej ojciec przeniósł się wraz z nią z Panamy do Londynu, gdzie spędziła 6 lat. Następnie przeprowadziła się do swojej matki, do Rio de Janeiro, gdzie uczyła się mówić po portugalsku. Wyjechała z Brazylii w wieku 10 lat, osiedliła się na Manhattanie, gdzie żyła przez następne 15 lat. Studiowała w klasztorze Najświętszego Serca Pana Jezusa w Nowym Jorku, tam też ukończyła Professional Children's School. Potem studiowała na Uniwersytecie Yale, który ukończyła w 2003 z tytułem licencjata.

## Media
W 2002 czasopismo Stuff umieściło ją na 96 pozycji listy 102 najseksowniejszych kobiet na świecie. W 2005 znalazła się na 54 pozycji w zestawieniu „Hot 100” czasopisma Maxim, w 2009 była na 9 pozycji. Zajęła 8 miejsce w „100 Hottest Women” afterellen.com w 2007, a 22 miejsce w 2008.

## Życie prywatne
Obecnie mieszka w Los Angeles z mężem, producentem filmowym, Andrew Formem, którego poznała na planie Teksańskiej masakry piłą mechaniczną: Początek, gdzie pracował jako producent. Zapowiedzieli zaręczyny 4 listopada 2006. Poślubiła Forma na prywatnej ceremonii na Bahamach 6 maja 2007.
W wywiadzie powiedziała, że Gossip Girl, The Office i Dr House to jej ulubione seriale telewizyjne.

## Filmografia

### Film
| Rok  | Tytuł                                        | Rola            | Uwagi |
| ---- | -------------------------------------------- | --------------- | ----- |
| 1998 | Oni                                          | Delilah Profitt |       |
| 2001 | The Invisible Circus                         | Phoebe          |       |
| 2001 | Szybcy i wściekli                            | Mia Toretto     |       |
| 2004 | D.E.B.S.                                     | Lucy Diamond    |       |
| 2005 | Nearing Grace                                | Grace Chance    |       |
| 2006 | Annapolis                                    | Ali Halloway    |       |
| 2006 | Teksańska masakra piłą mechaniczną: Początek | Chrissie        |       |
| 2009 | Szybko i wściekle                            | Mia Toretto     |       |
| 2011 | Szybcy i wściekli 5                          | Mia Toretto     |       |
| 2013 | Szybcy i wściekli 6                          | Mia Toretto     |       |
| 2014 | American Heist                               | Emily           |       |
| 2015 | Home Sweet Hell                              | Dusty           |       |
| 2015 | Szybcy i wściekli 7                          | Mia Toretto     |       |
| 2019 | Random Acts of Violence                      | Kathy           |       |
| 2021 | Szybcy i wściekli 9                          | Mia Toretto     |       |
| 2023 | Szybcy i wściekli 10                         | Mia Toretto     |       |
| 2023 | Symulacja                                    | Faye            |       |

## Telewizja
| Rok       | Tytuł                      | Rola                        | Uwagi           |
| --------- | -------------------------- | --------------------------- | --------------- |
| 1995      | Wszystkie moje dzieci      | Anita Santos                | 1 odcinek       |
| 1995-2001 | As the World Turns         | Nikki Munson                | 104 odcinki     |
| 1999      | The '60s                   | Sarah Weinstock             |                 |
| 2007      | Mr. and Mrs. Smith         | Jane Smith                  |                 |
| 2008-2009 | Chuck                      | Jill Roberts                | 4 odcinki       |
| 2010      | Gra pozorów                | Maria                       | 3 odcinki       |
| 2010      | Giganci                    | Celebrity                   | 2 odcinki       |
| 2012-2014 | Dallas                     | Elena Ramos                 | Główna rola     |
| 2013      | Project Runway             | Ona sama                    | 1 odcinek       |
| 2016      | American Crime Story       | Denise Brown                | 5 odcinków      |
| 2016      | Podejrzany                 | Kate Warner                 | 2 sezon         |
| 2016      | Robot Chicken              | Molly McIntire, Cindy Brady | Głos, 1 odcinek |
| 2016-2018 | Zabójcza broń              | dr Maureen Cahill           | Główna rola     |
| 2019      | Magnum: Detektyw z Hawajów | Hannah                      | 2 odcinki       |